# Grška kolonizacija
Grška kolonizacija je preseljevanje Grkov v druge predele Sredozemlja od 8. do 6. stoletja pr. n. št. V tem času so Grki ob obalah Sredozemskega in Črnega morja ustanovili številne kolonije. Skoraj nobeno tuje ljudstvo ni oviralo njihovega naseljevanja, razen Feničanov v Kartagini in Etruščanov. Pomembno vlogo pri ustanavljanju kolonij je imelo preročišče v Delfih, saj so se kolonizatorji tja odpravili po »božji nasvet«. 
Razlogov za preseljevanje je bilo veliko. Prebivalstvo je hitro naraščalo, povečale so se zahteve po obdelovalni zemlji in hrani, ki pa je je bilo v gorati Grčiji zelo malo. Pojavljali so se tudi politični nemiri, nekatere ljudi so izgnali. Zelo pogosti vzroki so bili lakota, revščina, prezadolženost, želja po bogastvu, boljšem življenju, dogodivščinah. Kolonije so bile sprva poljedelske naselbine. Pridelovali so veliko žita in razvili različne obrti. Praviloma so kolonijo ustanovili pripadniki iste polis. Potovali so lahko samo moški, vendar so vseeno obdržali stike z družino in sorodniki.
Kolonizacija je pospešila razvoj trgovine. Trgovci in pomorščaki so bogateli. Iz kolonij so uvažali surovine in dobrine, ki jih v Grčiji ni bilo, predvsem žito, kovine, rude in sužnje. Grški naseljenci so s seboj prinašali znanje in grško kulturo. Grški trgovci so prišli v stik z orientalskim blagom in kulturo. Nova spoznanja so sprožila nove poglede na svet, kar se je močno izražalo v filozofiji. Slaba posledica je bila propadanje malih kmetov v matičnih državicah, ker so bili pridelki iz kolonij cenejši.

## Obseg kolonij
Kolonije so bile ustanovljene v Joniji in Trakiji že v 8. stoletju pred našim štetjem.
Več kot 30 grških mestnih držav je imelo več kolonij po vsem sredozemskem svetu, največ jih je imel Milet, 90, in so se raztezale ob celotnem Sredozemskem morju, od obale Črnega morja in Anatolije (sodobna Turčija) na vzhodu do južnih obal Iberskega polotoka na zahodu, pa tudi številne kolonije na obalah severne Afrike v Libiji iz poznega 9. do 5. stoletja pred našim štetjem.
Bili sta dve vrsti kolonij: ἀποικία – apoikia (pl: ἀποικίαι – apoikiai) in ἐμπορίov – emporion ali emporium (pl: ἐμπορία – emporia). Prve so bile mestne države; druge grške trgovske kolonije.
Grške mestne države so začele ustanavljati kolonije okoli 900 do 800 pred našim štetjem, sprva v Mini na obali Sirije okoli estuarija reke Oront in grškem emporionu Pithekusaj na Ischii v Neapeljskem zalivu, obe sta bili ustanovljeni okoli 800 pred našim štetjem, ustanovila ju je Evboja.
Dva valova novih naseljencev sta bila poslana iz Grčije na prehodu med "grškim srednjim vekom" in na začetku arhaičnega obdobja, eden v začetku 8. stoletja pred našim štetjem in drugi v 6. stoletju. Rast prebivalstva in utesnjen prostor doma najbrž ni zadostna obrazložitev, saj je bil gospodarski in politični razvoj med pogostim pomanjkanjem voditeljev posledica tekmovalnega duha novo zasnovanih grških mestnih državic, ki so si bolj prizadevale razširiti svoj gospodarski vpliv kot pa storilnost. S to širitvijo je uporaba grških kovancev cvetela na celotnem sredozemskem območju.
Vplivne grške kolonije v zahodnem Sredozemlju, mnoge so v današnji Italiji: Kume, Regium sta ustanovili mesti Halkis in Zankla (8. st. pr. n. št.), Sirakuze Korint/Teneja (približno 734 pr. n. št.), Naksos Halkida (približno 734 pr. n. št.), Masalio (pozneje Marseille, Francija, približno 598 pr. n. št.) in Agde (kmalu za Masalio) Fokaja, Eleo (Italija) in Empejo (danes Španija) Fokaja/Masalia (približno 540 pr. n. št. in zgodnje 6. st.), Antipol (danes Francija) Ahaja, Alalio (Korzika) Fokaja/Masalia (približno 545 pr. n. št.) in Kireno (Kirenaika, danes Libija) Tera (762/61 in 632/31 pr. n. št.)
Grki so kolonizirali tudi sodobni Krim ob Črnem morju. Med naselji je mesto Kersoneso ali Kersonez, danes Sevastopol.
Obsežno grško kolonizacijo opisuje Cicero, ko ugotavlja: »To je bilo, kot da bi stkali grško obrobo ob obalah barbarov.«

## Razmerja med kolonijami in metropolo
Odnos med kolonijo in matičnim mestom, znanim kot metropolis, je bil medsebojno naklonjen. Vse nastale razlike so razrešili mirno, kadar je le bilo mogoče, vojna je bila opravičljiva le v zelo nujnih primerih. Treba je omeniti, da je bila peloponeška vojna deloma posledica spora med Korintom in njegovo kolonijo Korkiro (Krf). Listina ustanovitve vsebuje splošne določbe za ureditev zadeve kolonije in tudi nekaj posebnih splošnih aktov. Ustavo matičnega mesta je običajno sprejela tudi kolonija, toda nova mesta so ostala politično neodvisna. "Sveti ogenj" iz metropolisa se je hranil v posebnem prostoru, da je opominjal na skupne vezi. Če je kolonija ustanovila novo kolonijo, se je običajno posvetovala z matičnim mestom ali vsaj zahtevala, da predlaga vodjo. Pogosto so se kolonije povezale z različnimi mestnimi povezavami, oblikovanimi v celinski Grčiji iz verskih razlogov, da bi se poklonili v verskih središčih, kot so bili Delfi, Olimpija ali Delos.
Kleruhijo (κληροῦχοι, klêrouchoi) je oblikoval poseben razred grških kolonistov, vsakemu je pripadalo posamezno zemljišče (κλῆρος, klerus − zemljiški posestnik) v mestu, ki jim je bilo dodeljeno. Tovarne, postavljene v tujih državah, kot je bil Egipt, so bile nekoliko drugačne od običajnih kolonij, člani so ohranili pravico do stalnega prebivališča v matični državi in so se omejili na svojo četrt v tujem mestu.